# Jaroslav Nečas
Jaroslav Nečas (22. května 1913 Valašské Meziříčí – 24. prosince 1988 Praha) byl moravský učitel, básník, prozaik, redaktor a překladatel.

## Život
Pocházel z rodiny středoškolského profesora Karla Nečase (1879–1925) a Malvíny rozené Smetánkové (1883–1977). Měl sestru Bohuslavu Bradbrookovou. V roce 1942 se oženil se středoškolskou profesorkou a spisovatelkou Lydií Zadražilovou, se kterou měl dva syny.
Po maturitě na reálném gymnáziu v Brně roku 1931 začal studovat češtinu a francouzštinu na Filozofické fakultě Univerzity Karlovy. Studium ukončil roku 1936 a roku 1938 získal titul doktora filozofie.
V letech 1935–1941 učil na středních školách ve Vysokém Mýtě a v Praze a pak do roku 1945 působil na kulturním oddělení prezidia ministerské rady. Poté byl vedoucím oddělení pro kulturní styky s Jugoslávií na ministerstvu informací a od roku 1948 rok redaktorem v nakladatelství Jaroslav Podroužek. Další rok pracoval jako odborný poradce pro výtvarné umění v národním podniku Antikva. V letech 1950–1954 se věnoval pouze literární práci ve svobodném povolání a pak do roku 1976 pracoval jako bibliograf v Ústavu pro českou literaturu ČSAV.
V letech 1936–1948 byl členem Moravského kola spisovatelů.

## Dílo
Publikovat začal roku 1927 v různých periodikách (Právo lidu, Literární noviny, Lidové noviny, Svobodné slovo a další). Knižně debutoval roku 1932 sbírkou básní Duhová brána. Od roku 1934 spolupracoval s Československým rozhlasem v Praze a Brně. Také konal literární přednášky v různých městech Čech a Moravy. Nejprve se představil jako básník, jehož lyrická poezie zprvu navazovala na poetismus, později zachycovala teskné nálady a snění. Pro děti a mládež převyprávěl valašské pohádky a napsal prózu Příběhy ze slunečné zahrady (1946). Je rovněž autorem sbírky groteskně parodických fejetonů a prací o českém a moravském literárním místopisu. Jeho dílo doplňují překlady z chorvatštiny.

### Překlady
- Milan Begović: Hříšnice (1946).
- Geno Senečić: Logaritmy a láska (1959)